# Strada statale 89 (Polonia)
La strada statale 89 (sigla DK 89, in polacco droga krajowa 89) è una strada statale polacca che attraversa la città di Danzica da Westerplatte al porto di Danzica.